# Sala Minas Gerais
A Sala Minas Gerais é uma sala de concertos em Belo Horizonte, Minas Gerais. Inaugurada em 2015, foi projetada e construída especialmente para servir como sede da Orquestra Filarmônica de Minas Gerais.
Com 32.464m² e capacidade para 1477 espectadores, orquestra e coro, a sala dispõe de recursos de acústica variável - como paredes difusoras em forma de vela, difusores de teto e cadeiras absorvedoras - e foi projetada pelo arquiteto José Augusto Nepomuceno, em edifício que faz parte do Centro de Cultura Presidente Itamar Franco, complexo com projeto arquitetônico de Jô Vasconcellos e Rafael Yanni.
Desde fevereiro de 2015, a Sala Minas Gerais tem recebido os concertos das séries regulares da Orquestra Filarmônica de Minas Gerais.

## Histórico
Em 2008, quando foi criada a Orquestra Filarmônica de Minas Gerais, estava prevista a criação de uma sala de concertos para a orquestra, em local que ainda seria definido. Em agosto de 2011, foi anunciado o projeto que seria executado, com a definição do local, um terreno público no Barro Preto, região central de Belo Horizonte. Em 2013 foi dado início à construção da sala. No mesmo terreno serão construídas as sedes da Rádio Inconfidência e da Rede Minas, formando um grande complexo cultural, com área total de mais de 41 mil m².
A inauguração da Sala Minas Gerais se deu mesmo sem a liberação de alvará de vistoria por parte do Corpo de Bombeiros, mas com um alvará de funcionamento provisório e brigada de incêndio que permitiam o funcionamento regular. Como informado pelo corpo de bombeiros, não há restrição neste caso por ser um prédio público.

## Arquitetura
O projeto arquitetônico e acústico da Sala Minas Gerais reuniu conceitos de diversas salas consagradas, como a Berliner Philharmonie (da Orquestra Filarmônica de Berlim) ou a Sala São Paulo, mas sem se ater a um modelo pré-estabelecido. O desenho das poltronas da Sala Minas Gerais foi concebido exclusivamente para o espaço, uma vez que elas participam do resultado acústico da sala, sendo responsáveis pela absorção acústica fixa do ambiente. Sua distribuição em torno do ao palco, à frente e em terraços ao seu redor, favorece a fruição tanto em aspectos visuais, quanto auditivos. Outros elementos acústicos da sala são os difusores de teto, que podem variar de altura e de angulação de acordo com o repertório a ser executado, bem como as paredes em forma de vela.
Além da sala principal, onde ocorrem as apresentações e ensaios da orquestra, o prédio abriga a área administrativa da orquestra (Instituto Cultural Filarmônica), bem como salas para ensaios de naipes e espaços para arquivo e exposições. O público conta ainda com amplos saguões com banheiro e café nos três andares. A essa estrutura deverão se integrar ainda mais dois edifícios, sedes da Rádio Inconfidência e da Rede Minas, além de um casarão restaurado com serviços de alimentação e uma grande praça pública.